# 克里斯蒂亞諾·費利西奧
克里斯蒂亞諾·席爾瓦·費利西奧（1992年7月7日—）是生於巴西米納斯吉拉斯州波蘇阿萊格里的巴西職業籃球運動員，場上位置為大前鋒和中鋒，曾效力於巴西的Minas和佛朗明哥籃球俱樂部，並曾於NBA為芝加哥公牛效力，也曾在德國為烏姆通益製藥出戰。現效力於B.League的仙台89人。

## 職業生涯

### Minas（2009年–2012年）
費利西奧於2009年至2012年間在巴西的Minas效力，之後於2012–13年前往美國加州沙加緬度的 CCSE 預備學院（CCSE Prep Academy）就讀，準備取得NCAA資格，並計劃於2013–14賽季就讀奧瑞岡大學，但最終未能獲得資格，因此返回巴西。

### 佛朗明哥籃球俱樂部 (2013年–2015年)
費利西奧隨後在佛朗明哥籃球俱樂部效力兩個賽季，並於 2014 年贏得FIBA洲際盃冠軍及FIBA美洲聯賽冠軍。

### 芝加哥公牛(2015年–2021年)
費利西奧在參加2015 NBA夏季聯賽後，於同年7月12日與芝加哥公牛簽約。2015年12月31日，根據彈性分派規定，他被下放至 克里夫蘭騎士 旗下的 NBA G聯盟附屬球隊——克里夫蘭劍客。之後，他於1月13日被公牛召回，1月15日再次被下放，並於 1 月 16 日再次被召回。
3月17日，他在對布魯克林籃網 的比賽中得到6分，並抓下單季新高的10個籃板，幫助球隊以 118–102 獲勝。兩天後，由於保羅·加索爾受傷，他首次擔任先發，協助公牛以92–85擊敗猶他爵士。
4月9日，在對克里夫蘭騎士的比賽中，費利西奧繳出當季最佳表現：投籃7投7中攻下16分、5個籃板、2次阻攻與1次助攻，助隊以105–102 取勝。兩天後，他再次攻下16分，幫助球隊以121–116擊敗 紐奧良鵜鶘。
2016年11月26日，費利西奧被指派至芝加哥公牛新的發展聯盟附屬球隊──風城公牛，並於隔日被召回。2016年12月30日，他在對印第安那溜馬的比賽中抓下了本季最高的12個籃板（最終以101比111落敗）。2017年1月12日，他在對紐約尼克的比賽中攻下本季最高的13分（最終以89比104落敗）。
2017年7月6日，費利西奧與芝加哥公牛重新簽約。2018年3月19日，他在對紐約尼克的比賽中攻下生涯新高的17分（最終以92比110落敗）。

### 烏姆通益製藥 (2021年–2022年)
2021年8月9日，費利西奧與德國籃球甲級聯賽烏姆通益製藥簽約。

### 格拉納達基金會 (2022年–2024年)
2022年8月26日，費利西奧與西班牙籃球甲級聯賽格拉納達基金會簽約。

### 仙台89人 (2024年–至今)
2024年7月23日，宣佈加盟日本職業籃球聯賽仙台89人。註冊名稱為クリスティアーノ・フェリーシオ。

## 國家隊生涯
費利西奧曾是巴西國家男子籃球隊的成員。他曾代表巴西參加多項重要賽事，包括：2012年南美籃球錦標賽、2013年美洲籃球錦標賽、2014年南美籃球錦標賽，以及2016年里約奧運。他在2014年南美籃球錦標賽中獲得銅牌。

## 外部連結
- 克里斯蒂亞諾·費利西奧在fiba.basketball（英语）
- 克里斯蒂亞諾·費利西奧在archive.fiba.com（存檔）（英语）
- 克里斯蒂亞諾·費利西奧在NBA官網（英语）
- 克里斯蒂亞諾·費利西奧在NBA G聯盟官網（英语）
- 克里斯蒂亞諾·費利西奧在歐洲籃球聯賽官網（英语）
- 克里斯蒂亞諾·費利西奧在B.LEAGUE官網（日语）
- 克里斯蒂亞諾·費利西奧在Basketball-Reference.com（NBA）（英语）
- 克里斯蒂亞諾·費利西奧在Basketball-Reference.com（NBA G聯盟）（英语）
- 克里斯蒂亞諾·費利西奧在Basketball-Reference.com（國際）（英语）
- 克里斯蒂亞諾·費利西奧在ESPN（NBA）（英语）
- 克里斯蒂亞諾·費利西奧在Eurobasket.com（球員）（英语）
- 克里斯蒂亞諾·費利西奧在Proballers（英语）
- 克里斯蒂亞諾·費利西奧在RealGM（英语）
- 克里斯蒂亞諾·費利西奧在Olympedia（英语）
- 克里斯蒂亞諾·費利西奧在Brazilian Olympic Committee（葡萄牙语）